# Ruellia leucantha
Ruellia leucantha là một loài thực vật có hoa trong họ Ô rô. Loài này được Nees miêu tả khoa học đầu tiên.